# (2982) Muriel
(2982) Muriel es un asteroide perteneciente al cinturón de asteroides, descubierto el 6 de mayo de 1981 por Carolyn Shoemaker desde el Observatorio del Monte Palomar, Estados Unidos.

## Designación y nombre
Designado provisionalmente como 1981 JA3. Fue nombrado Muriel en homenaje a "Muriel May Scott Shoemaker" madre de la descubridora.